# Bistum Covington

Wappen des Bistums Covington

Das Bistum Covington (lateinisch Dioecesis Covingtonensis, englisch Diocese of Covington) ist eine in den Vereinigten Staaten gelegene römisch-katholische Diözese mit Sitz in Covington, Kentucky. 

## Geschichte
Das Bistum Covington wurde am 29. Juli 1853 durch Papst Pius IX. aus Gebietsabtretungen des Bistums Louisville errichtet und dem Erzbistum Cincinnati als Suffraganbistum unterstellt. Am 10. Dezember 1937 wurde das Bistum Covington dem Erzbistum Louisville als Suffraganbistum unterstellt. Das Bistum Covington gab am 14. Januar 1988 Teile seines Territoriums zur Gründung des Bistums Lexington ab.

## Territorium
Das Bistum Covington umfasst die im Bundesstaat Kentucky gelegenen Gebiete Boone County, Bracken County, Campbell County, Carroll County, Fleming County, Gallatin County, Grant County, Harrison County, Kenton County, Lewis County, Mason County, Owen County, Pendleton County und Robertson County.

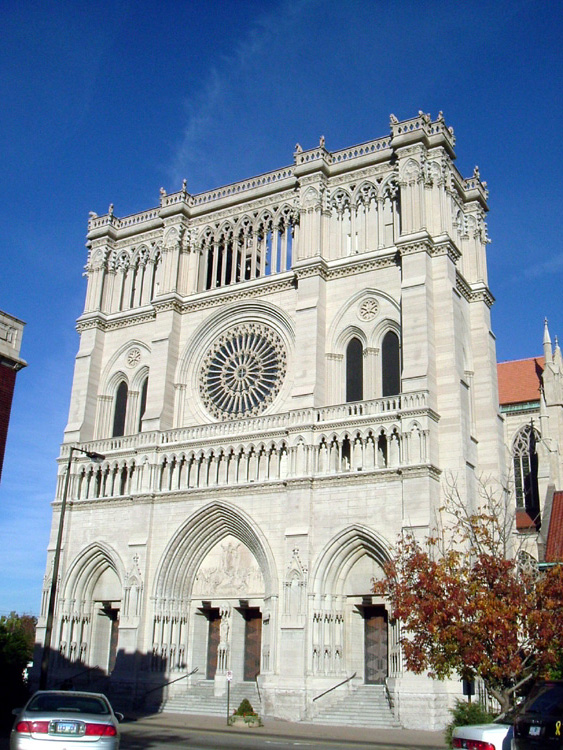
Kathedralbasilika Mariä Himmelfahrt in Covington

## Bischöfe von Covington
- George Aloysius Carrell SJ, 1853–1868
- Augustus Maria Toebbe, 1869–1884
- Camillus Paul Maes, 1884–1915
- Ferdinand Brossart, 1915–1923
- Francis William Howard, 1923–1944
- William Theodore Mulloy, 1944–1959
- Richard Henry Ackerman CSSp, 1960–1978
- William Anthony Hughes, 1979–1995
- Robert William Muench, 1996–2001, dann Bischof von Baton Rouge
- Roger Joseph Foys, 2002–2021
- John Iffert, seit 2021